# بریتنی اوگریدی
بریتنی اوگریدی (انگلیسی: Brittany O'Grady؛ زادهٔ ۲ ژوئن ۱۹۹۶) بازیگر اهل ایالات متحده آمریکا است. وی از سال ۲۰۱۴ میلادی تاکنون مشغول فعالیت بوده است.
از فیلم‌ها یا برنامه‌های تلویزیونی که وی در آن نقش داشته است می‌توان به گاهی به مردن فکر می‌کنم، بالاتر از سوءظن، پیام‌آوران، وایت لوتوس، مشاور، کریسمس سیاه و شیفت شب اشاره کرد.